# 大观街道
大观街道，是中华人民共和国云南省昆明市五华区下辖的一个街道。

## 行政区划
大观街道下辖以下地区：
富春社区、三合营社区、新闻里社区、篆塘社区、顺城社区、棕树营东区社区、建工社区和小西门社区。